# Proximus
Proximus, также известный как Belgacom Mobile, — крупнейший в Бельгии оператор связи. Он конкурирует с Mobistar, принадлежащим France Télécom, и филиалом голландской компании KPN — Base.

## История
Компания Proximus была основана в 1994 году как совместное предприятие, в котором 75 % акций принадлежит Belgacom, а 25 % — компании AirTouch. AirTouch впоследствии объединилась с Vodafone. В 2006 году Belgacom приобрела оставшиеся акции Vodafone.
С января 1994 года Proximus стал оператором аналоговой связи MOB2, а также нового стандарта второго поколения GSM (сначала только в GSM 900). В 1999 году компания прекратила использовать стандарт MOB2. При необходимости Proximus могла также использовать стандарт GSM 1800.
Первоначально компания де-факто была монополией на рынке связи, но после отмены госконтроля в 1998 году на рынок вышел второй оператор GSM 900 Mobistar, а в 1999 — BASE.
Сейчас Proximus охватывает около 45 % рынка связи.

## Компания
Proximus является филиалом компании Belgacom, выпустившей акции (Первичное публичное предложение|IPO) в 2004 году, но 50 % акций принадлежит государству. В 2006 году Vodafone продал принадлежащие ей 25 % акций компании Belgacom. В 2004 году доход компании составлял 2 239 миллионов евро, а EBITDA — 1 135 миллионов евро.

## Техническая информация
Компания предоставляет услуги связи стандарта GSM 900/1800 (2G GSM) и W-CDMA 2100 (3G UTMS). Предоплаченный сервис называется Pay&Go.

## Виртуальный оператор мобильной связи
Компании Proximus предоставляет свои услуги виртуальным операторам сотовой связи: Ugly Duck (Belgacom), TMF Mobile (MTV), Mobisud (Belgacom), IDT Mobile.